# Gabriel Gudiño
Gabriel Alejandro Gudiño (Córdoba, 16 marzo 1992) è un calciatore argentino, centrocampista dell'Estudiantes (RC).

## Caratteristiche tecniche
È un esterno destro.

## Carriera
Ha giocato nella prima divisione argentina.